# Hallelujah Live
Hallelujah Live é o título do álbum gravado ao vivo com os cantores Espen Lind, Kurt Nilsen, Alejandro Fuentes e Askil Holm.

## Turnê
Em março de 2006, reunidos pela sua gravadora, o grupo de músicos saiu em uma turnê pela Noruega, que ficou conhecida como De Nye Gitarkameratene. Inicialmente, previa-se apenas poucos concertos, no entanto, todos os shows lotaram e o quarteto acabou fazendo mais de 30 apresentações pelo país, tocando para mais de 100 mil pessoas ao longo do ano.

### Lançamento
O disco ao vivo da turnê foi lançado em 12 de junho de 2006, contendo diversos singles e versões covers, incluindo de canções de U2, Ray Charles, Bruce Springsteen, Seal, A-Ha, entre outros. O single "Hallelujah" (cover de Leonard Cohen) chegou ao #1 da parada norueguesa, assim como o álbum, que vendeu mais de 200 mil cópias no país, se tornando o disco de maior vendagem em menor tempo em toda a história da música norueguesa, e permanecendo por 37 semanas na lista de vendas.
Ainda em 2006, o show da turnê foi lançado em DVD, convertendo-se em outro recorde histórico de vendas e atingindo o #1 da parada do país. Em abril de 2008, o álbum foi lançado no mercado americano pela loja iTunes via download digital.

## Faixas
Todas as faixas são singles solos dos próprios cantores ou covers interpretados ao vivo.
1. "Unloved"
2. "Sail Away"
3. "Mary Jane's Last Dance"
4. "Wedding's Off"
5. "Stars"
6. "Kiss from a Rose"
7. "Desire"
8. "Stay on These Roads"
9. "Never Easy"
10. "The River"
11. "Man of Constant Sorrow"
12. "I Can't Make You Love Me"
13. "I Got A Woman"
14. "The Boys Of Summer"
15. "When Susannah Cries"
16. "Hallelujah"
17. En natt forbi (faixa bônus)